# Banner Johnstone
Banner Carruthers Johnstone, född 11 november 1882 i Bebington, död 20 juni 1964 i Bournemouth, var en brittisk roddare.
Johnstone blev olympisk guldmedaljör i åtta med styrman vid sommarspelen 1908 i London.